# Globulariopsis adpressa
Globulariopsis adpressa är en flenörtsväxtart som först beskrevs av Jacques Denys Denis Choisy, och fick sitt nu gällande namn av O.M. Hilliard. Globulariopsis adpressa ingår i släktet Globulariopsis och familjen flenörtsväxter. Inga underarter finns listade i Catalogue of Life.